# Władysław Dubielak

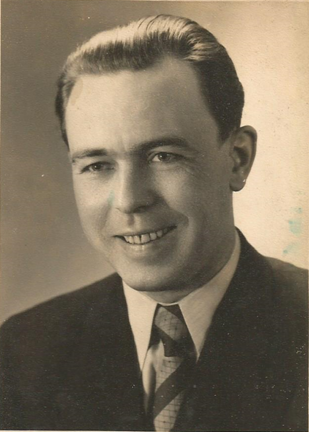
Władysław Dubielak, około 1950 roku

Władysław B. Dubielak ps. Myśliwy (ur. 20 lipca 1924 w Górach Małych, zm. 27 października 1955 w Warszawie) – żołnierz Związku Walki Zbrojnej, Armii Krajowej i Ruchu Oporu Armii Krajowej, podporucznik, dowódca jednego z bardziej znanych oddziałów ROAK.

## Życiorys
Był synem Jana i Anny z domu Marciniak. W 1938 roku ukończył szkołę powszechną w Dobrzykowie, po czym kontynuował naukę w II Państwowym Gimnazjum im. Stanisława Małachowskiego w Płocku, przerwaną przez wybuch wojny.
W czasie kampanii wrześniowej 1939 roku jako piętnastoletni ochotnik (cywil) uczestniczył w walkach z Niemcami w okolicach Dobrzykowa i Płocka−Radziwia (w dniach 12−14 września). W 1940 roku wstąpił do Związku Walki Zbrojnej. W ZWZ i później w AK pełnił różne funkcje organizacyjne, ostatnią z nich (w 1944 roku) była funkcja komendanta placówki AK obejmującej teren gminy Dobrzyków, wchodzącej w skład rejonu Gąbin (Obwód Płock AK). Jednym z zadań tej placówki było przemycanie Wisłą przez granicę III Rzeszy broni oraz ludzi na teren Generalnej Guberni. W sierpniu 1944 roku na czele grupy podkomendnych próbował dotrzeć na odsiecz powstaniu warszawskiemu.
Po wkroczeniu Armii Czerwonej na teren powiatu gostynińskiego nie rozwiązał swojej placówki AK. Na rozkaz komendanta rejonu Gąbin kpt. Antoniego Stańczaka objął funkcję sekretarza urzędu gminy w Dobrzykowie, a następnie komendanta miejscowego posterunku MO. Prowadził działalność wywiadowczą na rzecz podziemia w Komendzie Powiatowej MO w Gostyninie. W tym czasie struktury władz bezpieczeństwa w tym powiecie rozpracowywał również Henryk Jóźwiak „Groźny”, członek sztabu wojewódzkiego ROAK. Na jego rozkaz Dubielak w grudniu 1945 roku zdezerterował z milicji i w ciągu niespełna dwóch miesięcy sformował liczący blisko 30 żołnierzy oddział bojowy, który wchodził w skład obwodu ROAK o kryptonimie „Rybitwa”.
Po amnestii ogłoszonej w lutym 1947 roku ujawnił się w WUBP w Warszawie 11 kwietnia 1947 roku. Wyjechał do Wrocławia, gdzie rozpoczął pracę jako magazynier żywnościowy w Liceum Budowlanym, a następnie w Elektrowni Miejskiej jako inkasent. W związku z oskarżeniem o nadużycia został w dniu 21 maja 1948 roku aresztowany i wyrokiem Sądu Okręgowego we Wrocławiu skazany na 8 miesięcy więzienia. Po zwolnieniu z więzienia, od stycznia 1949 roku przez kilka tygodni przebywał w domu rodzinnym w Dobrzykowie. W maju 1949 roku powrócił do Wrocławia, skąd 5 września 1949 roku zbiegł do Berlina Zachodniego. W marcu 1950 roku nawiązał współpracę z wywiadem brytyjskim. Organizował drogi przerzutu agentów do Polski, zbierał informacje od uciekinierów z kraju. 10 września 1954 roku został aresztowany w Berlinie Wschodnim przez Stasi. 14 września został przekazany władzom bezpieczeństwa PRL i osadzony w więzieniu mokotowskim w Warszawie. Przesłuchiwał go kpt. Tadeusz Piastowski. Władysław Dubielak był sądzony w dniach 3 i 4 czerwca 1955 roku przez Wojskowy Sąd Garnizonowy w Warszawie w składzie: ppłk Jan Radwański – przewodniczący składu sędziowskiego, kpt. Krzysztof Zwoliński – ławnik, kpt. Eugeniusz Dudzik – ławnik w obecności oskarżyciela kpt. Jana Chomętowskiego. Obrońcą oskarżonego był adw. Mieczysław Halski. 4 czerwca 1955 roku skazany został na „karę śmierci z utratą praw publicznych i obywatelskich praw honorowych na zawsze i przepadek całego mienia na rzecz Skarbu Państwa”. Złożoną przez obrońcę skargę rewizyjną Najwyższy Sąd Wojskowy w Warszawie na posiedzeniu 12 września 1955 roku pozostawił bez uwzględnienia. Rada Państwa decyzją z dnia 25 października 1955 roku nie skorzystała z prawa łaski.
Władysław Dubielak był ostatnią osobą straconą w więzieniach PRL z przyczyn politycznych. Jego miejsce spoczynku nie jest znane.

## Upamiętnienie
- Przy kościele w Dobrzykowie, staraniem matki Władysława, Anny Dubielak, postawiono figurkę Najświętszej Marii Panny, będącą symbolicznym pomnikiem Władysława Dubielaka i dobrzykowskich żołnierzy AK[3].
- Nazwisko Władysława Dubielaka jest również upamiętnione na murze więzienia mokotowskiego w Warszawie.